# Villa Adela
Villa Adela o Colonia Adela es una ex localidad argentina que actualmente es un barrio de la ciudad de Concordia, departamento Concordia de la provincia de Entre Ríos, con la cual se encuentra conurbada; dista 6 km al sudoeste del centro de Concordia. La localidad se estructura sobre la avenida Presidente Perón, acceso sur de Concordia, estando separada de dicha ciudad por el arroyo Yuquerí Grande.

## Situación
La villa, entonces conocida como Colonia Adela, comenzó a depender de Concordia en 1969, cuando se amplió el ejido municipal.
El área de Villa Adela comprende además los núcleos poblacionales de: Sagrada Familia, Las Tejas, Martillo Nuevo, Santa Lucía, Martillo Viejo, El Tala, Yei Porá, La Tradición, Portal de Villa Adela, Obras Sanitarias, Empleados de Comercio, Frigorífico La Paz, Mendieta, Las Lomas, La Charita. Se estima su población en 14.000 habitantes.
En este barrio hay un establecimiento arrocero. 
El Club Atlético, Social y Deportivo San Lorenzo de Villa Adela fue dotado recientemente de un polideportivo.

## Parroquias de la Iglesia católica en Villa Adela
| Diócesis   | Concordia                 |
| ---------- | ------------------------- |
| Parroquias | Nuestra Señora del Carmen |